# Немдеж (приток Немды)
Немдеж — река в России, протекает по Пижанскому и Советскому районам Кировской области. Устье реки находится в 8 км от устья Немды по левому берегу. Длина реки составляет 46 км, площадь водосборного бассейна — 301 км².
Исток реки находится у деревни Казаково в 26 км к юго-востоку от посёлка Пижанка. Река течёт на северо-восток, протекает крупное село Колянур и несколько деревень. Притоки — Крутая, Грязная, Черепчига, Ревка (правые); Пашня, Ягодка, Малая Челка, Большая Челка, Белка (левые). Впадает в Немду у села Ильинск.

## Данные водного реестра
По данным государственного водного реестра России относится к Камскому бассейновому округу, водохозяйственный участок реки — Вятка от города Котельнич до водомерного поста посёлка городского типа Аркуль, речной подбассейн реки — Вятка. Речной бассейн реки — Кама.
Код объекта в государственном водном реестре — 10010300412111100037563.